# Нассер Махер
Нассер Махер (араб. ناصر ماهر, нар. 8 лютого 1997, Ель-Мансура) — єгипетський футболіст, півзахисник клубу «Замалек» та національної збірної Єгипту.
Виступав також за клуб «Фьючер».
Чемпіон Єгипту. Володар Кубка Єгипту. Володар Суперкубка КАФ.

## Клубна кар'єра
Народився 8 лютого 1997 року в місті Ель-Мансура. Вихованець футбольної школи клубу «Аль-Аглі».
У дорослому футболі дебютував 2016 року виступами за команду «Петроджет», у якій провів один сезон, взявши участь у 22 матчах чемпіонату. 
Згодом з 2017 по 2021 рік грав у складі команд «Смуха» та «Аль-Аглі».
Своєю грою за останню команду привернув увагу представників тренерського штабу клубу «Фьючер», до складу якого приєднався 2021 року. Відіграв за каїрську команду наступні три сезони своєї ігрової кар'єри.
До складу клубу «Замалек» приєднався 2024 року. Станом на 10 вересня 2024 року відіграв за каїрську команду 20 матчів в національному чемпіонаті.

## Виступи за збірні
Протягом 2017–2021 років залучався до складу молодіжної збірної Єгипту. На молодіжному рівні зіграв у 16 офіційних матчах.
У 2021 році захищав кольори олімпійської збірної Єгипту. У складі цієї команди провів 3 матчі. У складі збірної — учасник футбольного турніру на Олімпійських іграх 2020 року у Токіо.
У 2024 році дебютував в офіційних матчах у складі національної збірної Єгипту.

## Титули і досягнення
- Чемпіон Єгипту (1):

«Аль-Аглі»: 2018-2019
- Володар Кубка Єгипту (1):

«Аль-Аглі»: 2019-2020
- Володар Суперкубка КАФ (1):

«Замалек»: 2024